# Дубровин, Павел Фёдорович
Па́вел Фёдорович Дубро́вин (1839— 23 мая 1890) — российский общественный деятель, динабургский городской голова с 15 июня 1876 по 23 мая 1890.

## Биография
Родился 24 мая 1839 года в Великолукском уезде Псковской губернии в семье Фёдора Николаевича Дубровина (1803—?), где было шесть детей: ещё три сына — Николай, Фёдор, Аркадий; и две дочери — Мария и Александра.
Образование получил в Константиновском кадетском корпусе. По окончании обучения ему был присвоен гражданский чин седьмого класса — надворный советник.
Поступил на военную службу.

### Орден за беспорочную службу
Как известно, крепостное право в Остзейских губерниях (Курляндская, Лифляндская и Эстляндская) было отменено Александром I в 1817—1819 годах, а по всей России, в том числе в Витебской губернии, в которую входил Динабург — в 1861 году Александром II. Почти бесправные крестьяне юридически сравнялась в правах со своими помещиками, предстоял выкуп земли у помещиков на «полюбовных» условиях, что влекло конфликты. Для их разрешения по всей империи учреждались мировые посредники.
29 января 1864 г. П. Дубровин был назначен председателем первого участка мировых посредников города Динабурга. «Исполнение обязанностей осложнялось польским восстанием, — пишет в своей книге „Сто русских портретов Латвии“ историк, рижский школьный учитель Олег Пухляк. — Хотя пик восстания приходился на 1863 год, сполохи большого пожара приходилось тушить и в 1864-м. В Динабурге взаимоотношения между помещиками и крестьянами осложнялись еще и тем, что масса помещиков было поляками, крестьяне в большинстве — русские и латгальцы. Вот характерный эпизод того времени. 13 апреля 1863 года из Динабурга был отправлен транспорт с оружием. Телеги сопровождал конвой из восьми солдат. Польские помещики собрали свыше ста человек челяди и овладели транспортом. Местные крестьяне, узнав об этом, напали на помещичьи усадьбы и привели панов к властям в Динабург. В этих обстоятельствах Дубровину удалось закончить дело миром».
За подобную работу он получил свои первые награды: орден Святой Анны третьей степени, за беспорочную службу, Знак отличия — за введение в действие манифеста об отмене крепостного права, и медаль «За усмирение польского мятежа 1863—1864 гг.»

### Городской голова
С 1874 года Павел Фёдорович Дубровин состоял директором городского общественного банка, а 15 июня 1876 г. был избран на пост городского головы, сменив другого замечательного городского руководителя — Николая Ивановича Гагельстрома.
Его работа подготовила эпоху наивысшего расцвета города, связанного с развитием железных дорог, обеспечившим огромную массу людей работой, связанной с их обслуживанием. Город стал узловой станцией между Петербургом и Варшавой. Построенные в регионе Риго-Двинская, Двинско-Витебская, Орловско-Витебская железные дороги в 1894 году, уже после смерти Павла Фёдоровича, слились в Риго-Орловскую железную дорогу протяжённостью на 1913 год 1546,7 км, в том числе 783,3 км двухколейный путь.
При Дубровине интенсивно застраивались районы «Новое строение» и «Гаёк», проводилось мощение улиц. В целях развития промышленности и торговли в 1879 году было учреждено «Общество взаимного кредита», в котором сам Павел Фёдорович возглавил правление.
В 1880 году подходит к концу строительство Крепости и утверждается план строительства нового микрорайона — Эспланада. В это же время из города в Крепость прокладывается дорога (ныне улица Крепостная, Cietokšņa), получившая название Нижней дамбы.
В этот период построили каменный Гостиный ряд, ставший экономическим центром города; интенсивно велась прокладка водопровода. В 1876 году было основано пожарное общество.
В 1879 году по инициативе городского головы открылась Динабургская женская гимназия. Она стала крупнейшим женским учебным заведением Витебской губернии. По инициативе городского головы здесь начало работу «Общество вспомоществования нуждающимся ученицам Динабургской женской гимназии». В эти годы в городе открылось еще 10 школ помимо гимназии.
В 1882 году Дубровин на личные средства купил участок болотистой местности в три гектара, обустроив и подарив его городу для общественного парка. Под его руководством проходили мелиоративные работы, он сам выбирал породы деревьев для озеленения, был устроен красивый арочный вход. Горожане сразу нарекли «Новый бульвар» — официальное название сада в то время — «Садом Дубровина». По воскресным дням в парке звучала музыка военных оркестров, а многочисленные общества устраивали различные мероприятия. Впоследствии Дума официально дала парку имя Дубровинский сад.
На пост городского головы Динабурга Дубровин избирался трижды и занимал его бессменно до самой смерти 23 мая 1890 года. Погребён на православном кладбище Динабурга (Даугавпилса). Могила, на которой установлен мраморный памятник, находится возле Никольской кладбищенской церкви.
В «Исторической записке о Двинской женской гимназии. 1879—1901» Дубровину посвящена целая глава, в которой отмечаются такие черты градоначальника, как «здравый, проницательный ум, любовь к делу и решительность поступков».

## Награды
К концу жизни Дубровин был кавалером ордена Святой Анны второй и третьей степени, кавалером двух орденов Святого Станислава, один из которых был с императорской короной, и Знаком красного креста. По неподтвержденным данным, он был награжден также японским орденом Восходящего солнца пятой степени, которым награждали преимущественно дипломатов, и еще двумя орденами разных степеней Черногорского князя Даниэля.

## Память
- 7 июня, 16.00, 2007 года. Час памяти и освящение нового креста на могиле Павла Дубровина[6].
- 16 сентября, 12 часов, 2007 года. В Дубровинском парке в рамках его 125-летия Павлу Дубровину был торжественно открыт бронзовый памятник, установленный по инициативе мэра Даугавпилса Р. Строде и депутата гордумы Г.Силова при финансовой поддержке Префектуры Центрального округа Москвы, возглавляемой С.Байдаковым[7].  Автор скульптуры—русский художник из Голландии Александр Таратынов[8].

## Галерея

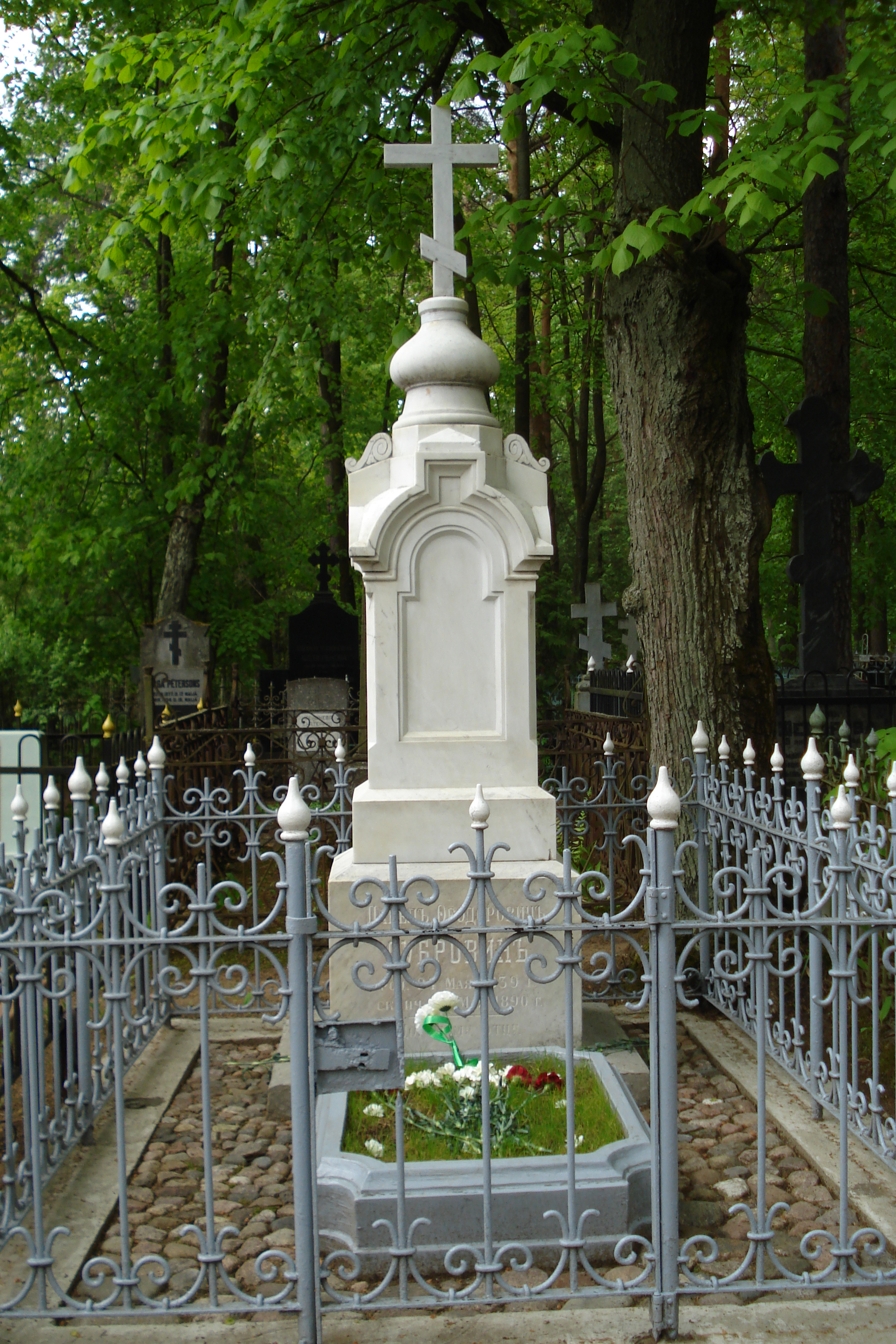
Могила П. Ф. Дубровина на православном кладбище
Памятник П. Ф. Дубровину в Дубровинском парке